# けんえん。
『けんえん。』は、作:風越洞、画:壱村仁による日本の漫画作品。オンラインコミック誌『アヴァルス』（現・マグコミ、マッグガーデン）にて2015年4月号から連載が開始された。単行本はマッグガーデンコミックス（マッグガーデン）より刊行、全8巻。
霊犬の疾風（はやて）と、玃猿（カクエン）のマシラのいきがかりコンビが織りなす、あやかし昔話。

## ストーリー
昔々。静岡県の見付村に射られた矢文。そこには「娘を奉納しろ」と書かれた猿の妖怪からの脅迫状が。妖怪退治に白羽の矢が立ったのは、長野県の寺に住んでいた疾風（はやて）という霊犬であった。

## 登場人物
疾風（はやて）
寺で飼われていた霊犬。基本的に上から目線。自分いちばん。威圧的だが、適度にかわいがるとあっさり懐く。意外と（？）のんびり屋。
マシラ
人間とさほど変わらない外見だが、その実、褐色の肌を持つ玃猿（カクエン）という猿の物の怪。 押しに弱い性格で、ヘタレ。良く言えば素直。
一実坊 弁存（いちじつぼう べんぞん）
旅の修行僧。疾風の力を借りようと、とある寺院を訪ねた。

## 書誌情報
- 風越洞×壱村仁 『けんえん。』 マッグガーデン〈マッグガーデンコミックス〉、全8巻
  1. 2015年11月14日発売、ISBN 978-4-8000-0520-5
  2. 2016年5月14日発売、ISBN 978-4-8000-0582-3
  3. 2016年11月15日発売、ISBN 978-4-8000-0632-5
  4. 2017年5月15日発売、ISBN 978-4-8000-0688-2
  5. 2017年11月15日発売、ISBN 978-4-8000-0732-2
  6. 2018年5月15日発売、ISBN 978-4-8000-0777-3
  7. 2018年11月15日発売、ISBN 978-4-8000-0809-1
  8. 2019年5月15日発売、ISBN 978-4-8000-0859-6

## ゲーム
三国志大戦
セガ・インタラクティブのアーケードゲーム。
2018年9月より、本作の疾風をモデルにした孟獲（声 - 佐藤拓也）が登場している。